# Die Traumklinge
Die Traumklinge ist der elfte von vierzehn Romanen (in der deutschen Erstausgabe sind es 37) in der High-Fantasy-Saga Das Rad der Zeit des US-amerikanischen Autors  Robert Jordan. Er wurde erstmals 2005 als Knife of Dreams veröffentlicht. Auf Deutsch ist der Roman in zwei Teilen, Die Klinge der Träume und Der Untergang der Shaido, in der Übersetzung durch Andreas Decker 2006 und 2007 bei Piper erschienen. Eine Gesamtübersetzung unter dem Titel Die Traumklinge erschien 2015 bei Piper.
Es war das letzte Buch, das Jordan vollständig vor seinem Tod im Jahr 2007 geschrieben hat, wobei Brandon Sanderson die Reihe danach basierend auf Jordans Notizen beendete. Nach seiner Veröffentlichung stieg es sofort auf Platz 1 der New York Times Hardcover-Belletristik Bestsellerliste, was es zum vierten aufeinanderfolgenden Das Rad der Zeit-Buch macht, das den ersten Platz auf dieser Liste erreicht.

## Vor der Veröffentlichung
Der Prolog zu Die Traumklinge mit dem Titel „Embers Falling on Dry Grass“ wurde von Simon & Schuster als  E-Book am 22. Juli 2005, drei Monate vor der Veröffentlichung des eigentlichen Buches veröffentlicht.
Ein Teil des Prologs wurde erstmals in der Taschenbuchausgabe von „New Spring“ (veröffentlicht am 13. Juni 2005) zur Verfügung gestellt; Nach der Veröffentlichung des vollständigen Prologs als E-Book wurde dieser Teilauszug online verfügbar gemacht.

## Handlung
Dieser Band von Das Rad der Zeit zeigt mehrere unterschiedliche Handlungsstränge. Ungewöhnliche Trolloc-Angriffe, wandelnde Tote, Wellen im Gefüge der Welt und andere Ereignisse scheinen darauf hinzudeuten, dass die letzte Schlacht näher rückt; Mehrere Charaktere, die unterschiedliche Beweise verwenden, behaupten selbstbewusst, dass „Tarmon Gai'don“ (Die letzte Schlacht, vergleichbar mit Armageddon oder Ragnarök) unmittelbar bevorsteht.

### Prolog
- Eine Konfrontation zwischen Galad Damodred, Halbbruder von Elayne und Gawyn Trakand auf der Seite seines Vaters und von Rand Al'Thor auf der Seite seiner Mutter, und Eamon Valda, Kommandierender Lordhauptmann der Weißmäntel, was damit endet, dass Galad den Rang des in den Kämpfen getöteten Kommandierenden Lordhauptmanns erhält.
- General Rodel Ituraldes Feldzug in Tarabon und Arad Doman gegen die Seanchan.
- die Hochlady Suroth der Seanchaner wird von dem Verlorenen Semirhage über den Tod der Seanchan-
- Perrin Aybaras Treffen mit Galina Casban, einer Anhängerin der schwarzen Ajah und sein Angriffsplan auf die Shaido-Aiel.
- die unmittelbaren Folgen der Gefangennahme von Egwene al'Vere durch Aes Sedai, die loyal zu Elaida stehen.

### Matrim „Mat“ Cauthon
Mat reist nach Altara, während Moiraine Damodred sich im Gewahrsam der Aelfinn und Eelfinn befindet. Beim Versuch, in Altara zu entkommen, trifft Mat auf Talmanes, der eine große Anzahl von Mats persönlicher Armee, der Bande der Roten Hand, mitgebracht hat, die gegen eine Seanchaner-Truppe antritt, die geschickt wurde, um Tuon zu töten, und dabei Artillerie einsetzt. Nach einer Reihe von Debatten heiratet Tuon Mat und verleiht ihm den Seanchan-Titel „Prinz der Raben“, angeblich um eine Vernunftehe sicherzustellen. Danach kehrt Tuon nach Ebou Dar zurück, um die verräterische Hohe Lady Suroth zu vernichten und das eigentliche Kommando über die Seanchaner zu übernehmen.

### Rand al'Thor
Rand arrangiert ein Treffen mit der Tochter der Neun Monde, um einen Waffenstillstand auszuhandeln; aber ein großangelegter Kampf gegen eine Horde von 100.000 Trollocs und Myrdraal endet fast katastrophal, als Lews Therin (Rands Alter Ego) die Kontrolle über „Saidin“ übernimmt. Danach schmiedet Rand einen Waffenstillstand mit Lews Therin. Das Treffen mit Tuon findet ein grausames Ende, als Rand und seine Crew Semirhage an ihrer Stelle entdecken. In der anschließenden Schlacht wird Semirhage auf Kosten von Rands eigener linker Hand gefangen genommen und enthüllt, dass die psychische Störung, die es ihm ermöglicht, mit seinem früheren Selbst zu kommunizieren, fast überall tödlich ist.

### Perrin Aybara
Perrin zerstreut die Shaido-Bedrohung und rettet seine Frau Faile Bashere durch ein Bündnis mit Seanchan-Bannergenerälin Tylee Khirgan. Um die große Anzahl von Shaido-Weisen zu überwinden, spicken sie die Shaido-Wasserversorgung mit Spaltwurzel, was die Kanalisierung der Einen Macht behindert. Rands Adoptivvater Tam trifft mit Verstärkung von den Zwei Flüssen ein. Im Verlauf der Schlacht stirbt Perrins Schützling Aram beim Versuch, ihn zu töten. Bei der Rettung von Faile wird die Aiel Rolan von Perrin getötet, obwohl er und andere Aiel Faile und ihren Freunden während der Gefangenschaft geholfen hatten, was Perrin unbekannt war. Sevanna wird gefangen genommen und die Shaido, besiegt und in Ungnade gefallen, werden von Therava zurück in die Aiel-Wüste geführt, mit der Schwarze Schwester Galina Casban im Schlepptau.

### Die Belagerung der Weißen Burg
Egwene al'Vere ist in der Weißen Burg gefangen, hält aber über Tel'aran'rhiod (eine Parallelwelt – „Welt der Träume“, in die sich der Anwender nur als Traumgänger begibt, sein Körper aber an Ort und Stelle bleibt) Kontakt zu den rebellischen Aes Sedai. Trotz harter Disziplin verbreitet sie Gerüchte und Zweifel in der Weißen Burg über Elaida a'Roihans Eignung als Amyrlin. Sowohl die Rebellen als auch die Weiße Bueg schicken Aes Sedai zur Schwarzen Burg, um Asha'man zu binden.

### Weitere Handlungsstränge
Loial ist inzwischen verheiratet und spricht mit den Ogiern von seinem „Stedding“ (einem Rückzugsort der Ogier. Ogier sind gezwungen immer wieder ihr Stedding aufzusuchen, sonst laufen sie Gefahr zu sterben. Die Wahre Macht kann im Bereich eines Stedding nicht verwendet werden). Loial versucht seinen Mit-Ogiern aus seinem Heim-Stedding Shangtai zu verdeutlichen, dass die Ogier den Menschen in ihrem Kampf helfen müssen. Danach greifen Loial und sein Mentor „Haman Sohn des Dal Sohn des Morel“, der Älteste des Stedding, während des Trolloc-Angriffs zu den Waffen. Lan Mandragoran reitet nach Shienar, um zu kämpfen; aber Nynaeve al'Meara bringt ihn zur Küste des Aryth-Ozeans am Ende der Welt in Saldaea; von dort geht sie selbst, um die verstreuten Landsleute von Lan zu rekrutieren.
Galad Damodred tötet Eamon Valda, weil er angeblich Königin Morgase von Andor getötet hat, und wird der Anführer der Weißmäntel, als er beschließt, an der Seite von Rands Anhängern zu kämpfen. Elayne Trakand wird Königin von Andor. Mazrim Taim trifft sich mit einer Gruppe roter Ajah aus der Weißen Burg und stimmt ihrem Vorschlag zu: Da Schwestern von bestimmten Asha'man gegen ihren Willen festgehalten und gebunden wurden, ist eine entsprechende Anzahl von Eingeweihten der Schwarzen Burg mit Schwestern verbunden worden.

## Ausgaben
- Knife of Dreams. Tor, 2005, ISBN 0-312-87307-7.
  - Die Klinge der Träume. Piper, 2006, ISBN 3-492-28617-8.
  - Der Untergang der Shaido. Piper, 2007, ISBN 3-492-28617-8.
  - Gesamtübersetzung: Die Traumklinge. Piper, 2015, ISBN 978-3-492-70293-5.